# Lussas-et-Nontronneau

Lussas-et-Nontronneau este o comună în departamentul Dordogne din sud-vestul Franței. În 2009 avea o populație de 323 de locuitori.

## Evoluția populației
| An        | 1975 | 1982 | 1990 | 1999 | 2006 | 2009 |
| --------- | ---- | ---- | ---- | ---- | ---- | ---- |
| Populație | 370  | 359  | 363  | 371  | 376  | 323  |